# Балбенко Ольга Олександрівна
Ольга Олександрівна Балбенко  (1939—1997) — кандидат фізико-математичних наук, професор, декан фізико-математичного факультету Харківського педагогічного інституту ім. Г. С. Сковороди (нині — Харківський національний педагогічний університет імені Григорія Сковороди).

## Життєпис
Випускниця школи села Спаське (Ленінське) Кролевецького району Сумської області.

## Освіта
Закінчила  Харківський педагогічний інститут імені Григорія Сковороди (1961).

## Наукова діяльність
У 1968 році О. О. Балбенко отримала науковий ступінь кандидата фізико-математичних наук.
1971 році присвоєно вчене звання доцента.
У 1971—1982 роках — працювала на посаді завідувача кафедри методики фізики і ТЗН.
Протягом 1987—1992 років — працювала заступником декана фізико-математичного факультету з навчальної роботи Харківського педагогічного інституту імені Григорія Сковороди.
У 1993—1995 роках — обіймала посаду декана фізико-математичного факультету Харківського педагогічного інституту імені Григорія Сковороди (нині — Харківський національний педагогічний університет імені Григорія Сковороди).
Ольга Олександрівна є автор понад 100 наукових праць.

## Нагороди
Нагороджена орденом Трудового Червоного Прапора (1982).